# بيرسيفال سافاج
بيرسيفال سافاج (بالإنجليزية: Percival Savage)‏ هو فلاح أسترالي، ولد في 22 أكتوبر 1894 في إبسوتش في المملكة المتحدة، وتوفي في 26 يونيو 1976 في بريزبان في أستراليا.